# 第百九十三号哨戒特務艇
第百九十三号哨戒特務艇（だいひゃくきゅうじゅうさんごうしょうかいとくむてい）は、日本海軍の未成特務艇（哨戒特務艇）。第一号型哨戒特務艇の77番艇で、法令上の同型最終艇。戦後、台風により沈没した。

## 艇歴
マル戦計画の特務艇、第2121号艦型の193番艇、仮称艦名第2313号艦として計画。1944年11月5日、第百九十三号哨戒特務艇と命名されて第一号型哨戒特務艇の71番艇に定められ、本籍を佐世保鎮守府と仮定。
1945年2月7日、福岡造船鉄工株式会社で起工。終戦時未成。8月17日、工事中止が発令され船体工程65%で工事中止。9月18日、枕崎台風により沈没した。
1947年2月1日、行動不能艦艇（特）に定められる。11月22日、在東京アメリカ極東海軍司令部から本艇の漁船への改造許可が出された。